# Cono di terra

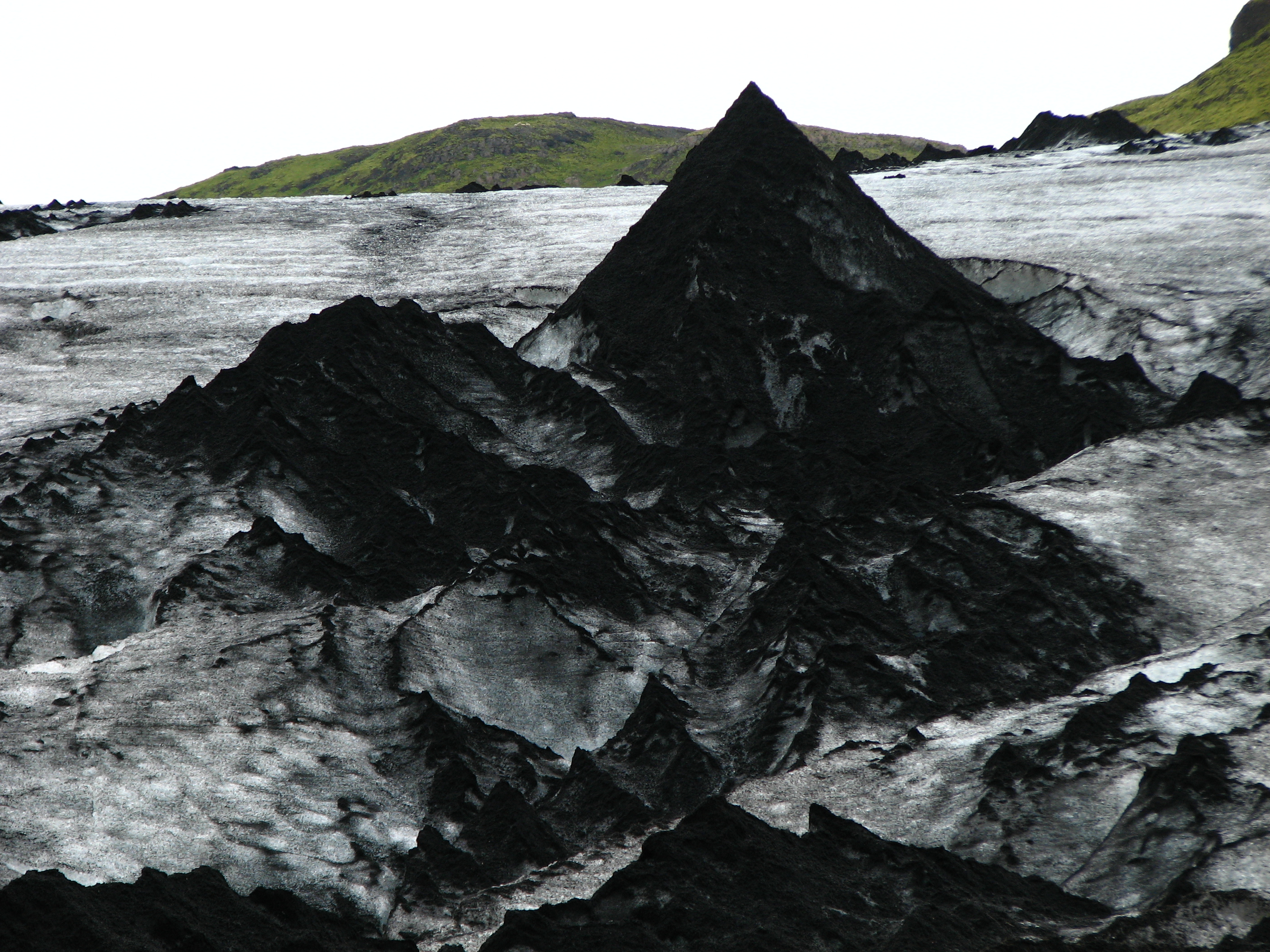
Coni di terra - ghiacciaio Sólheimajökull, Islanda

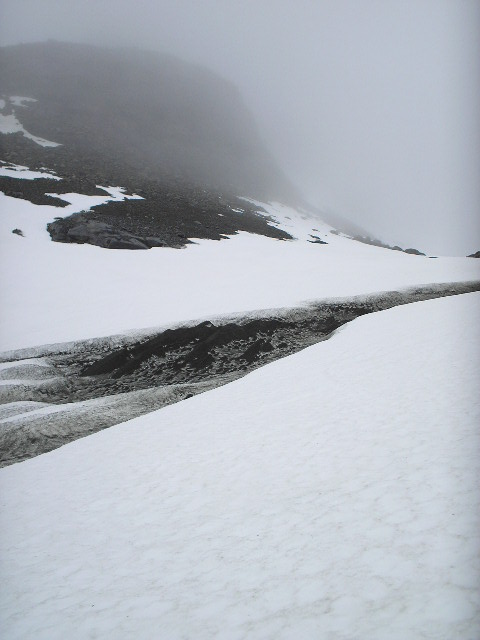
Coni di terra nei pressi di Gorsajökull, Svezia

Un cono di terra è una caratteristica di un ghiacciaio o snow patch , dove la terra, che è caduta dentro il ghiaccio, firn o neve, forma un rivestimento che isola il ghiaccio sottostante. Il ghiaccio circostante fonde lasciando il cono di terra.